# Дорога уходит вдаль
«Дорога уходит вдаль» — советский фильм 1959 года режиссёра Анатолия Вехотко.

## Сюжет
Молодой врач Елена Шатрова после окончания института направлена в сельскую больницу на целину. На первом же дежурстве получает вызов к больному мальчику и отправляется в далёкий высокогорный аул. Нужно срочно ехать, а дороги размыты дождями, и машину главврач запретил брать. Елена добираться к больному где пешком, где на телеге, где на попутной машине. Путь машине преграждает разлившаяся река. Паром через реку сорвало, а другой переправы нет. Благодаря смелости шофёра, который на утлой лодчонке с трудом переплывает на другой берег и вызывает на помощь местных жителей, врач вовремя добирается к больному мальчику.

## В ролях
- Юлия Цоглин — Елена Шатрова
- Юрий Соловьёв — Андрей
- Михаил Трояновский
- Георгий Осипенко
- Евгений Попов
- Яков Родос
- Любовь Майзель
- Николай Харитонов
- Намсалма Цыбжитова
- Рудольф Русанович
- Вера Липсток
- Степан Крылов
- Борис Муравьёв
- Ануарбек Молдабеков
- Ольга Аверичева
- Жанна Сухопольская
- Валентина Романова

## Съёмки
Фильм снимался натуре в Алма-Атинской области, в частности сцена переправы через реку снималась на реке Или, при этом актёр Андрей Соловьёв сам выполнил эту сцену в три дубля.

## О фильме
По утверждению вдовы режиссёра фильм якобы был запрещён к показу самим Н. С. Хрущёвым смотревшим фильм на предпоказе, и негатив фильма уничтожен, однако, согласно справочнику «Советские художественные фильмы» фильм был выпущен на всесоюзный экран 15 мая 1960 года, на него появились рецензии, в частности в журнале «Искусство кино» № 9 за 1960 год, а согласно сайту Минкультуры России прокатное удостоверение на фильм переоформлено в 2005 году